# The Sims 3: В сумерках
The Sims 3: В сумерках (англ. The Sims 3: Late Night) — третье дополнение к популярной компьютерной игре The Sims 3. Её выход состоялся 26 октября 2010 года в США, а 28 октября 2010 года в Европе. Первый официальный трейлер появился 20 июля 2010 года. Дополнение завязано на возможности жить посещать ночные клубы, вечеринки, вести общественный образ жизни, становится знаменитостью, сталкиваться с вампирами и быть обращённым. Оно было создано по подобию дополнения The Sims 2: Ночная жизнь.
Дополнение создавалось с учётом пожеланий игроков иметь дополнительные возможности вести общественный образ жизни и жить к квартирах. Также были добавлены ряд композиций в стиле электроники, хип-хопа, инди и поп. «В сумерках» получило в основном положительные отзывы критиков, заметивших, что геймплей, завязанный на общении и общественной жизни стал гораздо разнообразнее и динамичнее, тем не менее представленный «мегаполис» выглядит бутафорским и пустым.

## Описание игры

Ночной Бриджпорт

Дополнение «The Sims 3: В сумерках» даёт игрокам возможность поучаствовать в ночной жизни города, развлекаться в клубах, ходить по барам, завести свою собственную музыкальную группу, стать вампиром и так далее. Появляется город «Бриджпорт» (рус. Порт мостов), состоящий из высотных зданий — небоскребов. В городе есть клубы, бары, высотные здания с квартирами и пентхаусами. Сам город представляет собой два острова, которые соединяет большой мост. Различные бары в городе имеют своё время открытия, а также разное меню напитков. Также в городе живёт полно знаменитостей. Сим может жить в высотном здании, в квартире, но только на последнем этаже: в квартире среднего класса, либо в пентхаусе. На первом этаже здания расположен лифт и домофон. Игроки могут наблюдать, как другие симы пользуются ими, однако ни к кому из них нельзя сходить в гости. В каждом участке имеется только по одной квартире.
Сим, ведя общественный образ жизни, например выступая музыкантом, барменом, режиссёром и т. д., может стать знаменитостью, тогда для него будет открыт доступ в элитные клубы и будут преследовать папарацци. Симу доступны новые навыки; игра на контрабасе, пианино, барабанах и смешивание напитков. Вместе с дополнением также добавлены новые предметы; джакузи, лифт, трейлер для знаменитостей, музыкальные инструменты, стойка-кальян с пузырями и другие.
Вместе с дополнением была добавлена сверхъестественная форма жизни — Вампиры. Вместо голода у них жажда, которую они утоляют кровавым соком из холодильника, кровавыми фруктами или кровью дружественных персонажей. Ночью вампиры более активны, могут быстро бегать, читать мысли и узнавать черты характера других персонажей. Днём им выходить не желательно — они быстро «сгорают» на солнце. Персонаж-вампир может находиться не больше 3-х часов под солнцем без серьёзных последствий. Обычно вампиры кусают персонажей в руку, а любовников в шею. Сам укушенный персонаж превращается в вампира через 2-3 дня. Вампиры с характером «вредного» или «злодея» вызывают страх у находящихся рядом персонажей.

## Создание и выпуск
Работая над дополнением «В сумерках», разработчики опирались на идею возможности жить в пентхаусе, вести активный ночной образ жизни и в целом создать антураж места, где живут знаменитости. Также разработчики решили усовершенствовать редактор персонажа, например добавив в него ползунки увеличения груди. Хотя в базовой The Sims 3 есть анимация танцев, в данном дополнении были добавлены дополнительные анимации; «Stride of Pride» и «Walk of Shame», так называемые уверенные и смущённые танцы, которые появляются в определённых условиях, например когда сим общается с противоположным полом. За основу танцевальных движений брали известные музыкальные клипы. При этом аниматоры воссоздавали движения вручную, без участия захвата движения. Работая над расширением, команда обращалась к опыту времяпрепровождения в школе, колледже и тому подобному. Работая «знаменитостями», разработчики изучали забавные и не очень случаи, с которыми ранее встречались реальные известные музыканты, актёры и спортсмены и хотели также передать их в дополнении. В целом, команда хотела добавить множество забавных сценариев, таких, как например «пьяные танцы». В частности у разработчиков была идея создать ряд каламбурных ситуаций, завязанных вокруг увеличения груди женских симов. Работая над вампирами, разработчики хотели отойти от классического викторианского образа из «The Sims 2: Ночная жизнь», в сторону образа городских вампиров из современных фильмов-триллеров и ужасов. Например команда вдохновлялась американским телесериалом «Настоящая кровь». Решение добавить альтернативные способы питания, как кровь из пакета или кровавый плод была сделана для того, чтобы игрок не был вынужден постоянно искать источник крови, особенно если поблизости нет симов. В The Sims 2 такая проблема была решена путём того, что вампир питался обычной пищей симов.
В конце 2010 года в России стартовала промоакция Ранетки при поддержке «Мегалайнер» и «Electronic Arts», согласно которой каждый игрок, купивший дополнение The Sims 3: В сумерках мог снять в игре клип по собственному сценарию. Снявшие 5 лучших клипов получали подарочный набор от группы Ранетки — барабанные палочки, сумка, футболка и сингл «Слезы-Лед» и сувениры от EA Games.
По словам Тони Уоткенса, генерального директора таким образом компания пыталась привлечь множество новых поклонников The Sims 3 в России и для этого сотрудничали с Ранетками, учитывая их большое количество поклонников в России.

## Саундтреки

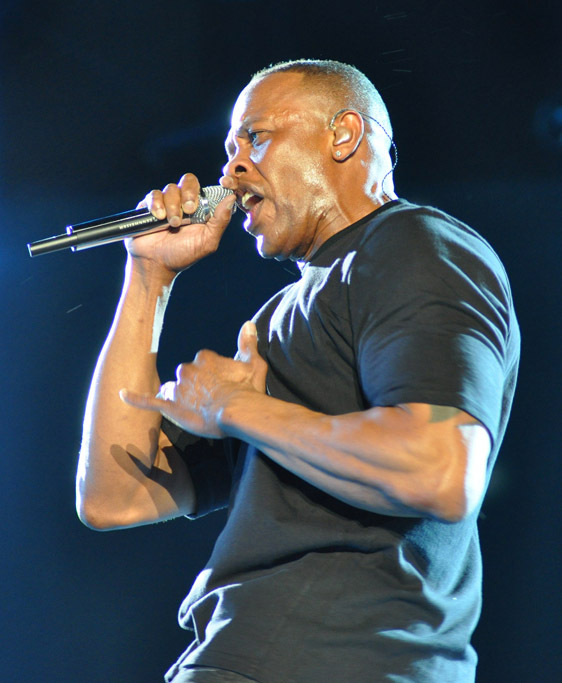
Dr. Dre, один из певцов, перезаписавших на симлише свою песню для дополнения

Более 30 популярных музыкальных исполнителей перезаписали свои хиты на симлиш.
Представители группы Electrolightz заметили, что двое участников — заядлые игроки и они были счастливы, узнав о возможность спеть свой трек на симлише. Хадак Нахаш из израильской группы Guy Mar заметил, что впервые записывал музыку для видео-игры и надеется в дальнейшем создавать для большего количества игр, помимо этого, перезаписывать их песню «Lo Maspik» было захватывающим опытом, в итоге певец заметил, что новый текст по его мнению напоминал одновременно испанский, немецкий и японский языки в сравнении с оригиналом на иврите. Во время записи трека, представители группы учили симлиш. Киллер Риз из хип-хоп группы King Fantastic заметил, что ему было невероятно сложно перезаписывать свою лирику на симлише, так как с его слов — «реп, это форма английского языка со своим особым темпом». Troublemaker, другой член группы счёл процесс записи на симлише очень забавным. Часть треков также была включена в консольную версию The Sims 3.
| №   | Название                               | Исполнитель         | Длительность |
| --- | -------------------------------------- | ------------------- | ------------ |
| 1.  | «Under Pressure»                       | Dr. Dre             | 3:42         |
| 2.  | «Double Vision»                        | 3OH!3               | 3:30         |
| 3.  | «There for You»                        | Брайен Райс         | 3:55         |
| 4.  | «Here We Go»                           | Chiddy Bang         | 3:22         |
| 5.  | «Miss Outta Control»                   | Electrolightz       | 3:16         |
| 6.  | «Rollerblades»                         | Элиза Дулитл        | 3:10         |
| 7.  | «Unstoppable»                          | Foxy Shazam         | 3:37         |
| 8.  | «Lo Maspik»                            | Hadag Nahash        | 3:15         |
| 9.  | «M.A.D.»                               | Hadouken!           | 3:25         |
| 10. | «Saturday Night»                       | Jessica Mauboy      | 3:24         |
| 11. | «Live Wired»                           | Junkie XL           | 5:22         |
| 12. | «Brave»                                | Kelis               | 3:40         |
| 13. | «Rose Colored Glasses»                 | Kelly Rowland       | 4:15         |
| 15. | «All Black Ying Yang (The Party Song)» | King Fantastic      | 3:18         |
| 16. | «Na Na Na»                             | My Chemical Romance | 4:13         |
| 17. | «Next Best Thing»                      | Nikki & Rich        | 2:54         |
| 18. | «More Than Alive»                      | The Ready Set       | 3:51         |
| 19. | «Speakers Going Hammer»                | Soulja Boy          | 3:37         |
| 20. | «Need You»                             | Travie McCoy        | 3:30         |

## Критика
| Сводный рейтинг    | Сводный рейтинг |
| Агрегатор          | Оценка          |
| ------------------ | --------------- |
| GameRankings       | 81,50 %         |
| Metacritic         | 74 %            |
| Иноязычные издания |                 |
| Издание            | Оценка          |
| GameSpot           | 7,5             |
| GamesRadar+        | 7               |
| IGN                | 7,5/10          |
| Armchair Empire    | 90 %            |
| GameWatcher        | 85 %            |
| PC Gamer           | 82 %            |
| LEVEL              | 70 %            |
| Gamekult           | 50 %            |

Критики дали сдержанно положительные оценки дополнению. Во многом рецензии носили сравнительный характер с дополнением к The Sims 2 — «Ночная жизнь».
Восторженный отзыв оставил критик сайта Armchair Empire, заметив, что «В Сумерках» привносит в The Sims 3 новую динамику, чей геймплей в целом можно было назвать симулятором домашнего хозяйства. Новое дополнение, делающее акцент наоборот на веселье ночной жизни — это самый волнующий удар в повседневной жизни The Sims 3. «Со всей этой резвостью и легкомыслием, наступающем с темнотой, „В Сумерках“ стала самым энергичным толчком к „Sims 3“. Игроки просто не смогут заставить себя забрать своих симов домой до рассвета, в итоге заставив чрезвычайно сонных симов бродить в дневное время». Марко Фиори с сайта Strategyinformer также назвал «В Сумерках» достойным преемником дополнения к The Sims 2 — Ночная Жизнь, сумев ещё повысить планку, добавив помимо уже знакомых ночных клубов и вампиров также механику знаменитостей. Само же взаимодействие со знаменитостями критик назвал забавным и необычайно сатирическим.
Часть критиков оставили смешанные оценки, так, например Кевин ВанОрд с сайта GameSpot заметил, что с одной стороны расширение не расширяет так масштабно базовый геймплей, как предыдущие дополнения к The Sims 3, но даёт игре новое дыхание и динамику, предлагающую новое времяпрепровождение симов ночью в общественных местах. Все нововведения в дополнении связаны именно с социальными взаимодействиями. Введение вампиров является несомненным преимуществом расширения и её самой интересной частью. Джон Хэбиб из IGN заметил, что из-за темы дополнения, оно не подойдёт игрокам, слабо заинтересованным в социальном взаимодействии симов, особенно если им когда то не понравилось дополнение «The Sims 2: Ночная жизнь». Сам критик видит в дополнении множество отсылок к The Sims: Superstar. Джон в общем назвал расширение достойным, которое сможет затянуть игрока на десятки часов игры, особенно если он любит отправлять сима на общественные участки, тем не менее обилие ошибок и вылетов сильно испортили впечатление от игры. Тем не менее Джон расстроен тем, что Бриджпорт является отдельным миром, а значит сим при переезде туда разорвёт все связи с тем городом, где он раньше жил.
Бриттон Пил из Gamesradar также оценил дополнение, заметив, что оно несомненно скрасит ночное время суток симу. «В Сумерках» добавляет множество взаимодействий и сценариев для баров и клубов, что сделает времяпровождения там всегда интересным и непредсказуемым. Однако Бриттон остался разочарованным тем фактом, что в одном здании не может быть больше одной квартиры и сим не может например ходить в гости к соседям, которые живут в «кроличьих норах». Также иногда ночные клубы выглядят слишком пустыми, особенно в начале игры.
Часть обзоров можно охарактеризовать, как сдержанные, например представительница CinemaBlend раскритиковала дополнение на обилие в глюков, но похвалила за проработку вампиров. Представитель чешского журнала LEVEL заметил, что контента, предоставленного с дополнением достаточно лишь на несколько часов игры. Критик сайта Gamer считает, что «В Сумерках» по количеству материала значительно уступает предыдущим дополнениям к The Sims 3, к тому же рецензент был разочарована тем, что его управляемому персонажу пришлось переезжать и менять окружение, чтобы получить доступ ко всем возможностям дополнения. С одной стороны критик заметил, что дополнение добавляет множество новых элементов геймплея, но тем не менее все они чувствуются полусделанными, например факт того, что на один небоскрёб приходится лишь один участок, или механика знаменитостей; поведение звёзд в целом, как у обыкновенных симов, также критик указал на порой необоснованное приобретение очков славы, от которых не избавится.